# Nationaal Park Connemara
Het Nationaal Park Connemara (Engels: Connemara National Park/ Iers: Páirc Náisiúnta Chonamara) is een Iers nationaal park dat in 1980 werd opgericht in het graafschap Galway. Het 30 km² grote park beschermt een deel van de bergen, heide en venen in de Connemara-streek. Sommige bergen in het park, zoals Benbaun, Bencullagh, Benbrack en Muckanaght maken deel uit van de Twelve Bens.

## Flora
De planten komen vooral voor in de deklaag van turfgrond en heidevelden. Verder is er laagveen en hoogveen. Op de berghellingen komen gewone dopheide, rode dopheide en struikheide voor. In het veengebied komen naast pijpenstrootje ook vleesetende planten voor, zoals zonnedauw en vetblad. Verder groeit er veenpluis, moeraskartelblad, vleugeltjesbloem, beenbreek

## Fauna
Er leven verschillende soorten vogels in het park, waaronder graspieper, veldleeuwerik, roodborsttapuit, torenvalk en sperwer. Zoogdieren die er leven zijn onder andere das, veldmuis, edelhert (opnieuw geïntroduceerd), marter, konijn, vos, hermelijn en de inheemse, tamme Connemarapony.
Wild Nephin (Ballycroy)/Néifinne Fiáine (Bhaile Chruaich) · 
Connemara/Chonamara · 
Glenveagh/Ghleann Bheatha · 
Killarney/Chill Airne · 
Burren/Bhoirne · 
Wicklow Mountains/Sléibhte Chill Mhantáin · 
Boyne Valley/Brú na Bóinne ·
na Mara, Ciarraí/Kerry Seas